# Gerhard Bischoff
Otto Gerhard Bischoff (* 17. September 1925 in Wildau; † 23. August 2001 in Hennef) war ein deutscher Geologe. Er war Professor für Geologie und Leiter des geologischen Instituts an der Universität zu Köln.

## Leben
Gerhard Bischoff, Sohn von Martha Bischoff, geborene Kienast, und des Arztes Otto Bischoff. Sein Großvater war der Gerichtschemiker und Professor Karl Bischoff, sein Onkel der Zoologe Hans Bischoff. Gerhard Bischof machte in Berlin sein Abitur an der Luisenstädter Oberschule. Von 1943 bis 1945 leistete er Wehrdienst als Pilot bei der Luftwaffe. Danach studierte er Geologie, Mineralogiue, Geographie und Wirtschaftswissenschaften in Hamburg, Greifswald und in Berlin (Humboldt-Universität zu Berlin, Freie Universität Berlin). Er war ein Schüler von Serge von Bubnoff. Bischoff wurde 1949 in Berlin zum Dr. phil. promoviert und habilitierte sich 1955 an der FU Berlin, wo er im selben Jahr seine Lehrtätigkeit als Privatdozent begann. Er arbeitete weltweit als Geologe vor allem in der Lagerstättenprospektion in Südamerika (Brasilien und Bolivien), Nordamerika, Asien sowie Nord- und Südafrika. Weitere Tätigkeiten führten ihn nach Indien und Australien. Als Chefgeologe von Petroperu von 1970 bis 1973 machte er 1971 Ölfunde am Oberen Amazonas. Er vermutete, dass die vom in der Kreidezeit von Afrika bis ins Gebiet vor den heutigen Anden führende Amazonas angehäuften umfangreichen Sedimentablagerungen auch Erdöl führen mussten.
Ab 1960 war er außerplanmäßiger und ab 1961 außerordentlicher Professor für Geologie und Paläontologie an der FU Berlin, ab 1963 Honorarprofessor an der Universität La Paz. Er beteiligte er sich am in Verbindung mit der Zeitschrift Universitas herausgegebenen und bei Bertelsmann 1968 erschienenen Sammelband Ausblick in die Zukunft. Von 1975 bis 1978 war Bischoff Koordinator der Ölexploration Bangladesh. Er wurde 1976 ordentlicher Professor in Köln, dort Direktor des Geologischen Instituts der Universität und war 1984 bis 1986 Dekan der Mathematisch-Naturwissenschaftlichen Fakultät. In Köln befasste er sich im Zeichen der Ölkrise der 1970er Jahre vor allem mit Energiepolitik und gründete die Kölner Rohstoffrunde. 1980 war er 2. Vicechairman der Weltenergiekonferenz.
Im Jahr 1984 stellte er ein Modell der Plattentektonik mit zwei Konvektionszentren im Pazifik und in Afrika auf, wobei er an die Unterströmungstheorie von Nazario Pavoni anknüpfte.
Er veröffentlichte auch ein Buch mit Luftbildaufnahmen, die er als Flieger auf seinen weltweiten Reisen gemacht hatte. Gerhard Bischoff war evangelisch, ab 1947 mit Waldtraut Bischoff, geborene Kampffmeyer, verheiratet, hatte eine Tochter namens Marén und lebte zuletzt in Hennef.
Bischoff war seit 1963 Professor ad honorem der Universität La Paz und Mitglied des bolivianischen Ordens.

## Schriften
- Der Griff ins Erdinnere. Praktische Geologie. Safari Verlag, Berlin 1961.
- Wirtschaftsgeologische Literatur über Südamerika, Institut für Iberoamerika-Kunde, Hamburg 1966.
- Die Welt unter uns. Welt- und Länderkunde aus der Vogelperspektive. Safari Verlag, Berlin 1968.
- als Herausgeber mit Werner Gocht: Energiehandbuch. Vieweg, Braunschweig 1970; 4., vollständig neu bearbeitete und erweiterte Auflage 1981, ISBN 3-528-38279-1.
- als Herausgeber mit Werner Gocht: Das Energietaschenbuch. Vieweg, Braunschweig 1979, ISBN 978-3-663-00046-4.
- Ein erweitertes, globales Modell der Plattentektonik. In: Spektrum der Wissenschaft. März 1987 (wiederabgedruckt in Peter Giese (Hrsg.): Geodynamik und Plattentektonik. Spektrum Akademischer Verlag, Heidelberg 1995, ISBN 978-3-86025-373-1, S. 40–51).
- Die tektonische Evolution der Erde von Pangäa zur Gegenwart – ein plattentektonisches Modell. In: Geologische Rundschau, Band 74, 1985, S. 237–249.
- Ein bipolares plattentektonisches Modell zum zyklischen Ablauf der Erdgeschichte. In: Glückauf Forschungshefte, Band 2, 1984, S. 63–71.
- Gespräch mit einem Zebra. Ein Geologenleben zwischen Abenteuer und Wissenschaft. Verlag Dr. Kovacs, Hamburg 2002 (Autobiographie).